# Adobo filippino

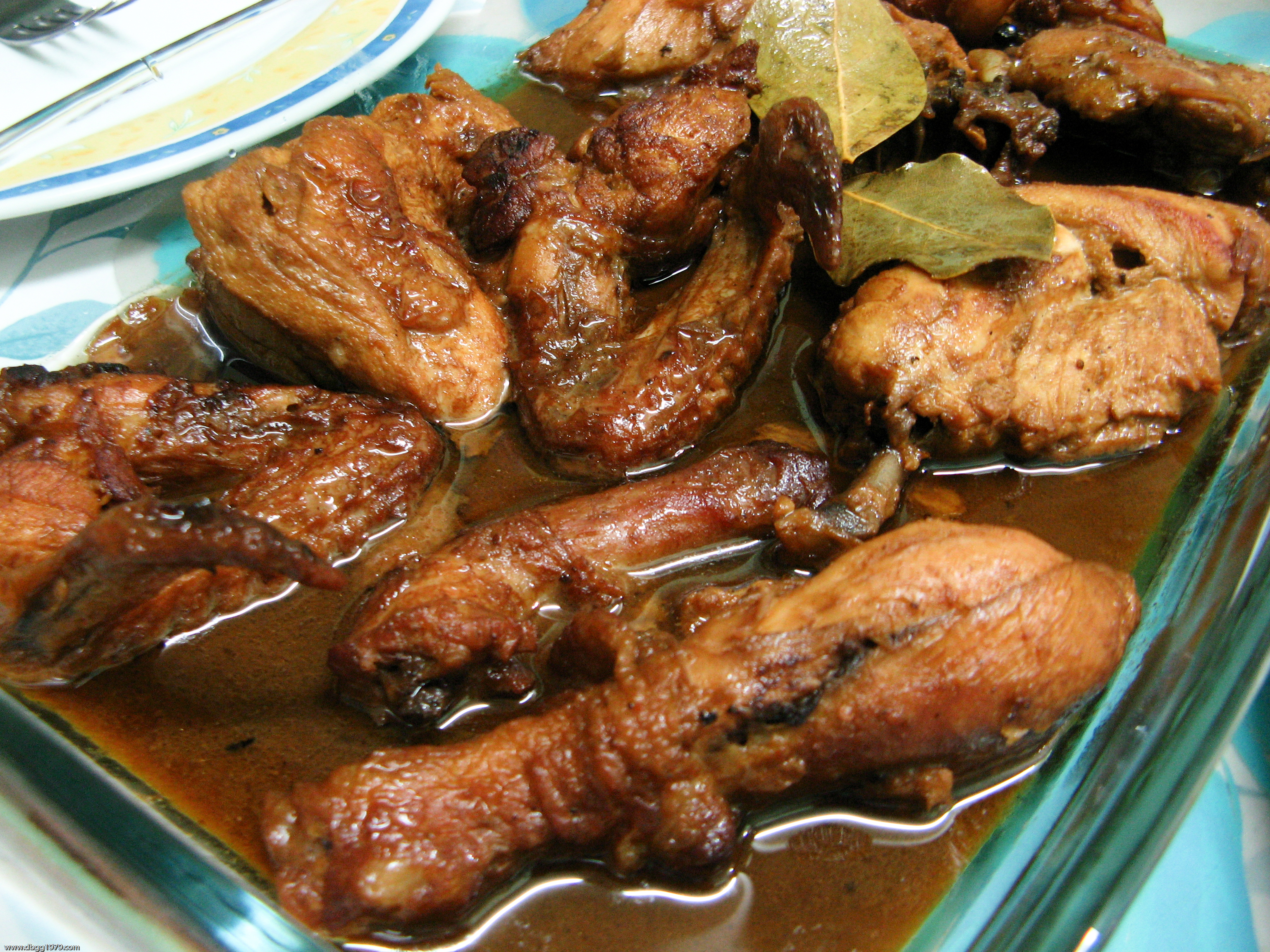
Adobo filippino di pollo

L'adobo filippino (dallo spagnolo adobar: "marinatura", "salsa") è un famoso piatto della cucina filippina. Può essere a base di carne, pesce e verdure, che vengono marinate nell'aceto, nella salsa di soia, con aggiunta di aglio e pepe nero, per essere poi rosolate in olio e fatte bollire nella marinatura.
Viene considerato talvolta un sorta di piatto nazionale "non ufficiale" delle Filippine.
Il metodo di cottura è tipico delle Filippine: arrosto, al vapore, o con bollitura.
Per mantenere più a lungo il cibo fresco, questo viene spesso cucinato impregnadolo nell'aceto e nel sale.
Ed è così che viene cucinato l'Adobo, con carne sia di maiale sia di pollo.
Le preparazioni più comuni sono adobong manok, dove è usato il pollo,  e adobong baboy, in cui si usa il maiale.
Vengono usati anche altri tipi di carne, in preparazioni come l'adobong pugò (quaglia), l'adobong itik (anatra), l'adobong kambing (capra).
Ci sono anche varianti a base di pesce come l'adobong isda, pescegatto (adobong hito), gamberi (adobong hipon), e calamaro o seppia (adobong pusit). 
Può essere anche usata la verdura e la frutta, come Ipomoea aquatica (adobong kangkong), germogli di bambù (adobong labong), melanzana (adobong talong), fiore di banana (adobong pusô ng saging), e okra (adobong okra)..
L'adobo è anche diventato uno dei piatti preferiti della cucina fusion basata su quella filippina, con cotture d'avanguardia da cui è uscita anche una variante di adobo di maiale in stile giapponese.